# Eelke van Ark
Eelke van Ark (1982) is een Nederlandse onderzoeksjournaliste.
Van Ark studeerde korte tijd journalistiek en psychologie. Ze schreef voor het Agrarisch Dagblad, De Stentor, Omroep Gelderland en werkte op de pr-afdeling van Staatsbosbeheer. Doordat veel familie en vrienden in de zorg werkten werd ze geconfronteerd met vele verhalen en frustraties van de werkvloer. Eind 2012 kwam ze bij Follow the Money, waar ze bijdragen schreef over het Nederlandse zorgstelsel.

## Erkenning
In 2014 won ze de prijs voor de beste online onderzoeksjournalistiek van de Vereniging Online Journalistiek Nederland (VOJN) in de categorie Onderzoeksjournalistiek/Primeur. Ze kreeg dit voor een uitgebreid onderzoeksartikel De achterkamertjesdeal van zorgorganisatie Sensire over de Achterhoekse zorgorganisatie Sensire.
In 2019 won zij, samen met Jerry Vermanen en Jolien de Vries, de Stuiveling Open Data Award (SODA) voor hun onderzoek naar 'zorgcowboys'.
In 2020 won zij met Jan-Hein Strop de journalistieke prijs De Tegel. Zij kregen deze erkenning als erkenning voor hun artikel Testen, testen, testen – alleen als het farmaceut Roche behaagt. Ze kregen de prijs in de categorie Nieuws, en verdienden daarvoor tevens de Publieksprijs. In hun onderzoek toonden ze aan dat veel laboratoria afhankelijk waren van farmaceut Roche om te kunnen testen op corona. Het leidde er uiteindelijk toe dat Roche de recept alsnog vrijgaf waardoor er veel meer coronatesten in Nederland konden worden uitgevoerd.

## Theater
Met Follow the Money-collega's Thomas Bollen, JanJaap Rijpkema, Richard Jong en Eric Smit werkte Van Ark aan theatervoorstelling 'Follow the Money' onder regie van Leopold Witte. Daarbij maakten zij ook muziek; Van Ark speelde basgitaar.

## Prijzen
- De Tegel (2019) Publieksprijs
- Stuiveling Open Data Award (2019)
- De Tegel (2020) Nieuws
- De Tegel (2020) Publieksprijs